# Yucca grandiflora
Yucca grandiflora là một loài thực vật có hoa trong họ Măng tây. Loài này được Gentry miêu tả khoa học đầu tiên năm 1957.

## Hình ảnh

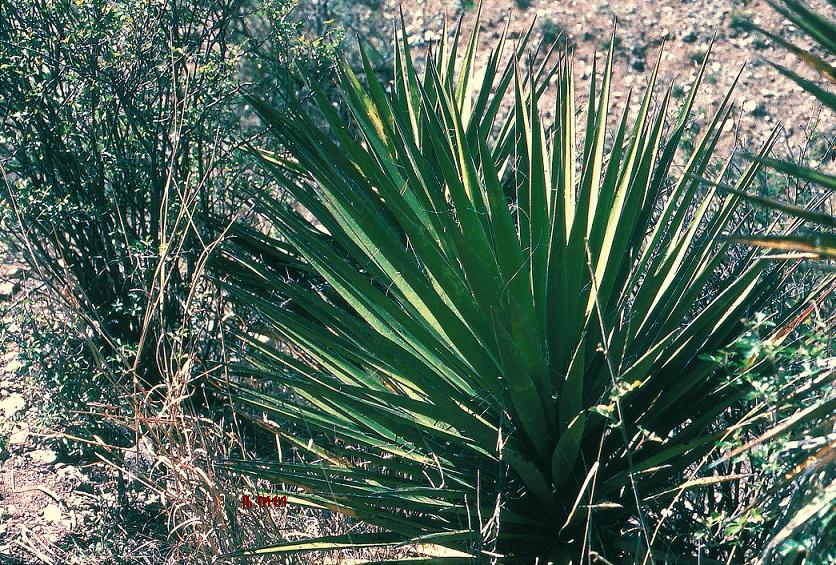
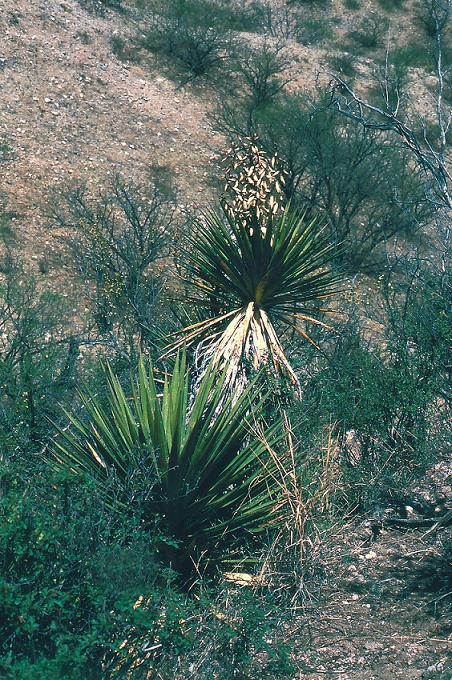